# Challenge de France de baseball 2003
Navigation
Édition précédente Édition suivante
L’édition 2003 du Challenge de France de baseball s’est déroulée du 8 mai 2003 au 11 mai 2003 à Saint-Aubin-de-Médoc et à Pessac en Aquitaine. 
Elle se compose de deux phases : d’abord des rencontres en poules avec deux groupes de quatre équipes, puis les premiers de chaque poule s’affrontent au cours de la finale. Les équipes classées de 2 à 4 s'affrontent pour les matchs de classement.
Ce sont les Lions de Savigny-sur-Orge qui s'imposent en finale face aux Huskies de Rouen. Ils se qualifient pour la Coupe d'Europe des vainqueurs de coupe de baseball (Groupe A) 2004.

## Équipes participantes
| Équipe     | Ville                  |
| ---------- | ---------------------- |
| Huskies    | Rouen                  |
| Barracudas | Montpellier            |
| Hawks      | La Guerche de Bretagne |
| Seagulls   | Cherbourg              |

| Équipe    | Ville            |
| --------- | ---------------- |
| Lions     | Savigny-sur-Orge |
| Paris UC  | Paris            |
| Tigers    | Toulouse         |
| Panthères | Pessac           |

Les Hawks de La Guerche évoluaient en Nationale 1 et ont été invités au Challenge en lieu et place de l'équipe fédérale de l'INSEP.

## Phase de poule

### Poule A
| Date   | Heure | Lieu        | Recevant   | Visiteur    | Score | Notes |
| ------ | ----- | ----------- | ---------- | ----------- | ----- | ----- |
| 8 mai  | 13.00 | Saint-Aubin | Rouen      | La Guerche  | 17-1  |       |
| 8 mai  | 16.00 | Pessac      | Cherbourg  | Montpellier | 0-10  |       |
| 9 mai  | 10.00 | Saint-Aubin | Rouen      | Cherbourg   | 15-1  |       |
| 9 mai  | 16.00 | Saint-Aubin | La Guerche | Montpellier | 2-8   |       |
| 10 mai | 13.00 | Pessac      | La Guerche | Cherbourg   | 4-1   |       |
| 10 mai | 13.00 | Pessac      | Rouen      | Montpellier | 5-0   |       |

| Pl. | Équipe      | MJ | V | D | PM | PC | %     |
| --- | ----------- | -- | - | - | -- | -- | ----- |
| 1   | Rouen       | 3  | 3 | 0 | 37 | 2  | 1.000 |
| 2   | Montpellier | 3  | 2 | 1 | 18 | 7  | .667  |
| 3   | La Guerche  | 3  | 1 | 2 | 7  | 26 | .333  |
| 4   | Cherbourg   | 3  | 0 | 3 | 2  | 29 | .000  |

J : rencontres jouées, V : victoires, D : défaites, PM : points marqués, PC : points concédés, % : pourcentage de victoire.

### Poule B
| Date   | Heure | Lieu        | Recevant | Visiteur | Score | Notes |
| ------ | ----- | ----------- | -------- | -------- | ----- | ----- |
| 8 mai  | 13.00 | Pessac      | Savigny  | Pessac   | 15-2  |       |
| 8 mai  | 16.00 | Saint-Aubin | PUC      | Toulouse | 7-0   |       |
| 9 mai  | 10.00 | Pessac      | Savigny  | PUC      | 15-1  |       |
| 9 mai  | 16.00 | Pessac      | Toulouse | Pessac   | 17-4  |       |
| 10 mai | 13.00 | Saint-Aubin | Pessac   | PUC      | 1-10  |       |
| 10 mai | 13.00 | Saint-Aubin | Savigny  | Toulouse | 3-0   |       |

| Pl. | Équipe   | MJ | V | D | PM | PC | %     |
| --- | -------- | -- | - | - | -- | -- | ----- |
| 1   | Savigny  | 3  | 3 | 0 | 33 | 3  | 1.000 |
| 2   | PUC      | 3  | 2 | 1 | 18 | 16 | .667  |
| 3   | Toulouse | 3  | 1 | 2 | 17 | 14 | .333  |
| 4   | Pessac   | 3  | 0 | 3 | 7  | 42 | .000  |

J : rencontres jouées, V : victoires, D : défaites, PM : points marqués, PC : points concédés, % : pourcentage de victoire.

## Phase finale
| Date   | Lieu        | Match         | Recevant  | Visiteur    | Score | Notes |
| ------ | ----------- | ------------- | --------- | ----------- | ----- | ----- |
| 11 mai | Saint-Aubin | 7e place      | Cherbourg | Pessac      | 3-20  |       |
| 11 mai | Saint-Aubin | 5e place      | Toulouse  | La Guerche  | 10-7  |       |
| 11 mai | Pessac      | Petite finale | PUC       | Montpellier | 3-2   |       |
| 11 mai | Pessac      | Finale        | Rouen     | Savigny     | 2-4   |       |

L’équipe des Lions de Savigny-sur-Orge gagne le Challenge de France de baseball et se qualifie pour la Coupe d'Europe des vainqueurs de coupe de baseball (Groupe A) 2004.

## Classement final
| Pl.                | Équipe                    |
| ------------------ | ------------------------- |
| Médaille d'or      | Lions de Savigny-sur-Orge |
| Médaille d'argent  | Huskies de Rouen          |
| Médaille de bronze | Paris UC                  |
| 4                  | Barracudas de Montpellier |
| 5                  | Tigers de Toulouse        |
| 6                  | Hawks de La Guerche       |
| 7                  | Panthères de Pessac       |
| 8                  | Seagulls de Cherbourg     |